# Silva Escura (Maia)
Silva Escura ist ein Ort und eine ehemalige Freguesia im nordportugiesischen Concelho Maia. Die Gemeinde hatte 2511 Einwohner (Stand 30. Juni 2011).
Das Ortsbild wird bestimmt von der Igreja Matriz de Silva Escura aus dem 17./18. Jahrhundert. Sie ist der Schutzpatronin des Ortes, der heiligen Maria, geweiht.
Am 29. September 2013 wurden die Gemeinden Silva Escura und Nogueira zur neuen Gemeinde Nogueira e Silva Escura zusammengeschlossen.